# Мухаметшин, Рустем Наилевич
Русте́м Наи́левич Мухаме́тшин (род. 2 апреля 1984, Казань) — российский футболист, полузащитник.
Как и старший брат Руслан, воспитанник казанской ДЮСШ «Рубин». В 2005—2008 годах выступал в зоне «Урал-Поволжье» второго дивизиона за «Рубин-2». Сезон-2009 начал в составе ижевской команды «СОЮЗ-Газпром», по ходу сезона перешёл в саранскую «Мордовию», в составе которой в том сезоне стал победителем зоны «Урал-Поволжье» второго дивизиона. В Премьер-лиге дебютировал в первом туре чемпионата 2012/13, выйдя на замену на 90 минуте вместо Павла Степанца в домашнем матче против московского «Локомотива» (2:3).
Перед сезоном 2015/16 перешёл в клуб ФНЛ «Тосно», через два года продлил контракт с клубом, вышедшим в премьер-лигу, на один год. Выиграл Кубок России 2017/18 и за три сезона стал рекордсменом клуба по количеству проведённых матчей — 81 всего и 75 в первенстве. После расформирования «Тосно» вернулся в «Мордовию». После сезона 2019/20 завершил карьеру.

## Достижения
«Мордовия»
- Победитель ФНЛ (3): 2011/12, 2013/14, 2016/17
- Победитель Второго дивизиона: 2009 (зона «Урал-Поволжье»)
- Обладатель Кубка ПФЛ: 2009

«Тосно»
- Обладатель Кубка России: 2017/18